# Wereldkampioenschappen schoonspringen 2009 – tienmetertoren mannen
Het Wereldkampioenschap op de 10 meter toren voor mannen werd gehouden op 20 juli, voorronde, en 21 juli 2009, halve finale en finale, in Rome, Italië. De eerste 18 uit de voorronde kwalificeerden zich voor de halve finale, de eerste 12 uit de halve finale kwalificeerden zich voor de finale. Titelverdediger was de Rus Gleb Galperin.

## Uitslagen

### Voorronde
| Rang | Naam                      | Nationaliteit       | Score  | Bijz. |
| ---- | ------------------------- | ------------------- | ------ | ----- |
| 1    | Qiu Bo                    | China               | 515.75 | Q     |
| 2    | José Guerra               | Cuba                | 515.65 | Q     |
| 3    | Zhou Lüxin                | China               | 495.55 | Q     |
| 4    | Matthew Mitcham           | Australië           | 491.50 | Q     |
| 5    | Tom Daley                 | Verenigd Koninkrijk | 475.80 | Q     |
| 6    | Rommel Pacheco            | Mexico              | 473.85 | Q     |
| 7    | David Boudia              | Verenigde Staten    | 472.60 | Q     |
| 8    | Constantin Popovici       | Roemenië            | 471.80 | Q     |
| 9    | Kostyantyn Milyayev       | Oekraïne            | 455.40 | Q     |
| 10   | Jonathan Ruvalcaba        | Mexico              | 451.45 | Q     |
| 11   | Sascha Klein              | Duitsland           | 435.55 | Q     |
| 12   | Vadim Kaptur              | Wit-Rusland         | 431.90 | Q     |
| 13   | Aleksey Kravchenko        | Rusland             | 429.65 | Q     |
| 14   | Anton Zakharov            | Oekraïne            | 428.90 | Q     |
| 15   | Riley McCormick           | Canada              | 427.80 | Q     |
| 16   | Victor Minibaev           | Rusland             | 425.90 | Q     |
| 17   | Bryan Nickson Lomas       | Maleisië            | 418.90 | Q     |
| 18   | Hugo Parisi               | Brazilië            | 416.10 | Q     |
| 19   | Francesco Dell'Uomo       | Italië              | 409.45 |       |
| 20   | Nick McCrory              | Verenigde Staten    | 401.00 |       |
| 21   | Timofei Hordeichik        | Wit-Rusland         | 397.35 |       |
| 22   | Kim Chon-Man              | Noord-Korea         | 394.30 |       |
| 23   | Kazuki Murakami           | Japan               | 388.10 |       |
| 24   | Victor Hugo Ortego Serna  | Cuba                | 372.75 |       |
| 25   | Sebastian Villa Castaneda | Colombia            | 367.90 |       |
| 26   | Maicol Verzotto           | Italië              | 362.90 |       |
| 27   | Edickson Contreras        | Venezuela           | 360.35 |       |
| 28   | Sho Sakai                 | Japan               | 357.85 |       |
| 29   | Max Brick                 | Verenigd Koninkrijk | 354.00 |       |
| 30   | Jeinkler Aguirre          | Cuba                | 353.90 |       |
| 31   | Eric Sehn                 | Canada              | 341.15 |       |
| 32   | Stefan Rudolph            | Duitsland           | 335.60 |       |
| 33   | Christoffer Eskilsson     | Zweden              | 333.40 |       |
| 34   | Rui Marinho               | Portugal            | 327.65 |       |
| 35   | Enrique Rojas             | Venezuela           | 322.85 |       |
| 36   | Foo Chuen Li              | Hongkong            | 290.60 |       |
| 37   | Gevorg Papoyan            | Armenië             | 237.00 |       |

### Halve finale
| Rang | Naam                | Nationaliteit       | Score  | Bijz. |
| ---- | ------------------- | ------------------- | ------ | ----- |
| 1    | Qiu Bo              | China               | 521.15 | Q     |
| 2    | Matthew Mitcham     | Australië           | 499.00 | Q     |
| 3    | Tom Daley           | Verenigd Koninkrijk | 498.75 | Q     |
| 4    | Zhou Lüxin          | China               | 494.75 | Q     |
| 5    | Rommel Pacheco      | Mexico              | 486.10 | Q     |
| 6    | David Boudia        | Verenigde Staten    | 485.25 | Q     |
| 7    | Constantin Popovici | Roemenië            | 470.10 | Q     |
| 8    | Riley McCormick     | Canada              | 446.00 | Q     |
| 9    | Aleksey Kravchenko  | Rusland             | 434.60 | Q     |
| 10   | Sascha Klein        | Duitsland           | 426.25 | Q     |
| 11   | Bryan Nickson Lomas | Maleisië            | 425.65 | Q     |
| 12   | Jonathan Ruvalcaba  | Mexico              | 423.30 | Q     |
| 13   | Vadim Kaptur        | Wit-Rusland         | 418.50 |       |
| 14   | Kostyantyn Milyayev | Oekraïne            | 416.50 |       |
| 15   | Hugo Parisi         | Brazilië            | 413.95 |       |
| 16   | José Guerra         | Cuba                | 409.55 |       |
| 17   | Anton Zakharov      | Oekraïne            | 397.30 |       |
| 18   | Victor Minibaev     | Rusland             | 386.70 |       |

### Finale
| Rang   | Naam                | Nationaliteit       | Score  |
| ------ | ------------------- | ------------------- | ------ |
| Goud   | Tom Daley           | Verenigd Koninkrijk | 539.85 |
| Zilver | Qiu Bo              | China               | 532.20 |
| Brons  | Zhou Lüxin          | China               | 530.55 |
| 4      | Matthew Mitcham     | Australië           | 529.50 |
| 5      | Aleksey Kravchenko  | Rusland             | 493.90 |
| 6      | David Boudia        | Verenigde Staten    | 491.80 |
| 7      | Sascha Klein        | Duitsland           | 478.90 |
| 8      | Constantin Popovici | Roemenië            | 476.20 |
| 9      | Riley McCormick     | Canada              | 470.30 |
| 10     | Rommel Pacheco      | Mexico              | 456.20 |
| 11     | Jonathan Ruvalcaba  | Mexico              | 390.35 |
| 12     | Bryan Nickson Lomas | Maleisië            | 372.10 |